# Henri Joseph Vincent Latour
Pour les articles homonymes, voir Latour.
Henri Joseph Vincent Latour, né le 6 octobre 1751 à Foix (Ariège) et mort le 31 octobre 1819 à Pradières (Ariège), est un général français de la Révolution et de l’Empire.

## États de service
Le 25 novembre 1792, il est chef d’escadron à la 2e division de gendarmerie à Versailles, et le 8 novembre 1793, il est nommé chef de brigade à l’armée des Pyrénées orientales.
Il est promu général de brigade provisoire le 3 novembre 1794, il est confirmé dans son grade le 12 juillet 1795 par le Comité de sûreté générale et il est affecté à l’armée de l’Ouest. Le 7 novembre 1795, il est renvoyé par le commandant de l’Armée des côtes de Brest le général en chef Hoche.
Au mois de mars 1799, il commande les recrues du dépôt de Foix, et il est blessé le 15 août suivant lors des émeutes à Saint-Martory. 
Il est réformé le 26 octobre 1800, et il est admis à la retraite le 30 novembre suivant.
En décembre 1808, il reprend du service comme chef de bataillon dans la compagnie de fusiliers vétérans de l’Ariège, et il est réadmis à la retraite en juin 1809.
Il meurt en 1819 à Pradières.

## Sources
- (en) « Generals Who Served in the French Army during the Period 1789 - 1814: Eberle to Exelmans »
- Thierry Pouliquen, « Les généraux français et étrangers ayant servis [sic] dans la Grande Armée » (consulté le 19 mars 2014)
- (pl) « Napoléon.org.pl »